# Поляне-над-Шкофьо Локо
Поляне-над-Шкофьо Локо (словен. Poljane nad Škofjo Loko) — поселення в общині Гореня вас-Поляне, Горенський регіон, Словенія. Висота над рівнем моря: 398,9 м.

## Відомі люди
- Іван Тавчар (1851–1923) — словенський письменник, правник та політик